# Georges Colpaert
Georges Colpaert – belgijski zapaśnik walczący w stylu klasycznym. Olimpijczyk z Amsterdamu 1928, gdzie zajął jedenaste miejsce w wadze ciężkiej.

## Turniej wAmsterdamie 1928
| Konkurencja             | Walki               | Walki                  | Klas. końcowa |
| Konkurencja             | Przeciwnik I        | Przeciwnik II          | Miejsce       |
| ----------------------- | ------------------- | ---------------------- | ------------- |
| +82,5 kg styl klasyczny | Josef Urban (CSK) P | Aleardo Donati (ITA) P | 11.           |